# Rudolf Fischer (Politiker, 1880)
Rudolf Fischer (* 29. Januar 1880 in Polaun; † nach 1928) war ein tschechischer Politiker der deutschen Minderheit und  böhmischer Landtagsabgeordneter.

## Leben
Fischers Vater war Glasschleifer und Kleinbauer. Er besuchte die Bürgerschule in Tannwald und arbeitete anschließend als Textilarbeiter und später als Glasschleifer. Schon als Jugendlicher war er in der Sozialdemokratischen Partei aktiv. Im Selbststudium brachte er sich Stenographie und Buchhaltung bei, so dass er im Kontor einer Glas-Export-Firma arbeiten konnte. Später arbeitete er als Lagerhalter in Polaun und als Geschäftsführer in Warnsdorf. Fischer war daneben in der konsumgenossenschaftlichen Bewegung aktiv und leitete seit 1912 die Genossenschaft des nordböhmischen Konsumvereins.
Nach dem Ersten Weltkrieg gehörte er dem Vorstand des Verbandes deutscher Wirtschaftsgenossenschaften an. 1920 wurde er im Wahlkreis Böhmisch Leipa in die Nationalversammlung gewählt, 1928 dann in die Landesvertretung Böhmens. 1925 wurde er dann Direktor der Großeinkaufsgesellschaft für Konsumvereine in Prag.

## Schriften
- Genossenschaftliche Erziehungsarbeit. GEC-Verl., Prag 1929.